# Coinbase
Coinbase（コインベース）は、アメリカ合衆国カリフォルニア州サンフランシスコに本社を置く暗号資産（仮想通貨）取引所。世界100ヶ国以上でビットコイン、ビットコインキャッシュ、イーサリアム、ライトコインなどの暗号資産の取引所サービスを提供している。2021年8月時点で、ユーザー数は全世界で6800万人を超える。

## 歴史

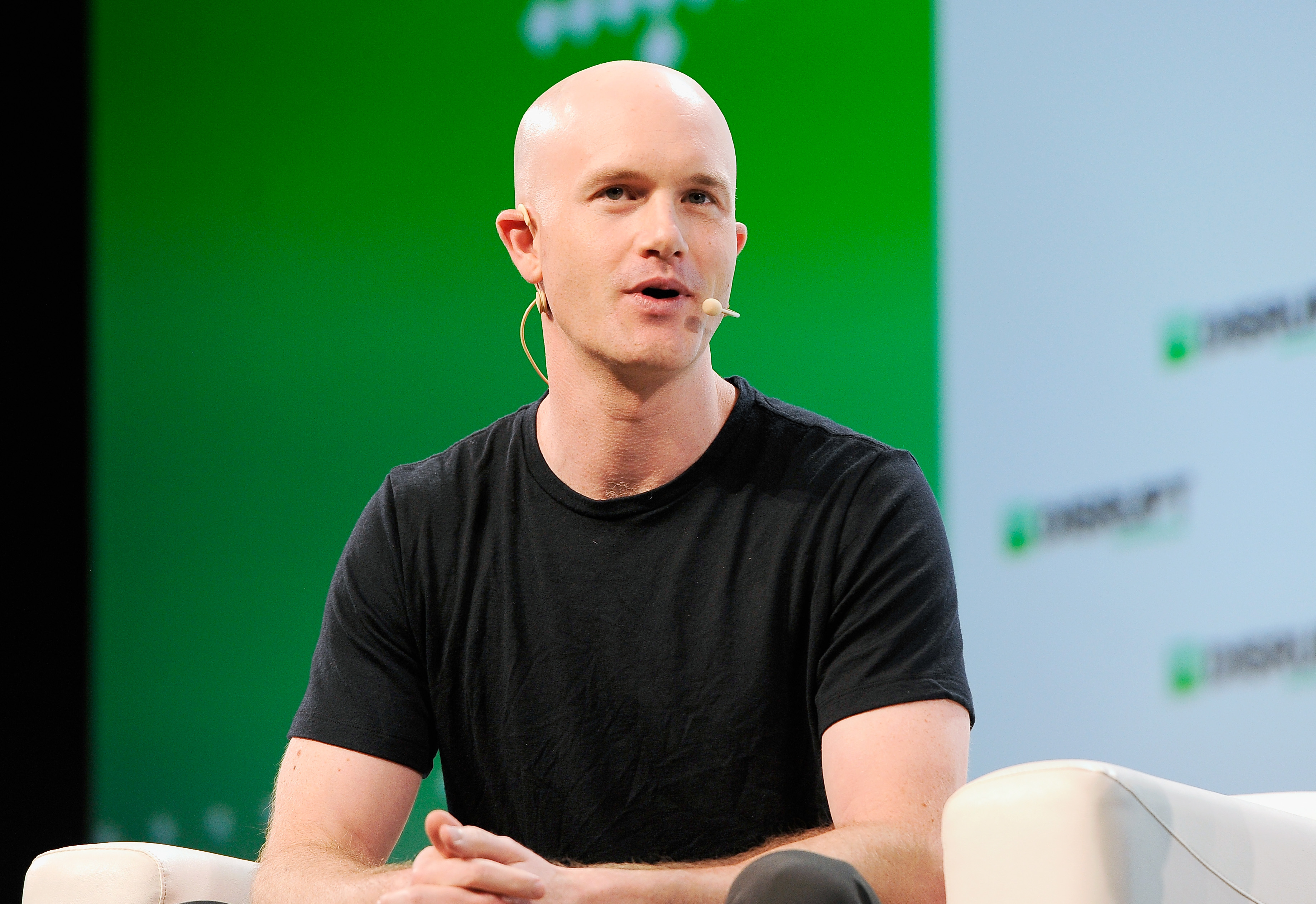
CEOのブライアン・アームストロング（2018年）

2012年6月、ブライアン・アームストロングとフレッド・エサンがカリフォルニア州サンフランシスコにてコインベースを設立。同年夏にはYコンビネータのスタートアップ・インキュベータ・プログラムに参加した。
2012年10月、銀行振込によるビットコインの売買サービスを開始。
2013年5月、ユニオン・スクエア・ベンチャーズを引受先とする資金調達（シリーズA）を実施、500万ドルを調達。同年12月にはアンドリーセン・ホロウィッツ、ユニオン・スクエア・ベンチャーズ、リビット・キャピタルを引受先とするシリーズBで2500万ドルを調達。
2018年10月、評価額80億ドル、調達額3億ドルの資金調達（シリーズE）を発表。タイガー・グローバル・マネジメントがリードインベスターを務め、Yコンビネーター・コンテニュイティーやアンドリーセン・ホロウィッツ、ウエリントン・マネージメント、ポリーチェーンなどが参加した。
2019年1月初め、Coinbaseのセキュリティチームは同社の取引プラットフォームを使って売買できる暗号通貨の1つであるイーサリアム・クラシックに異常を発見。全取引の履歴であるブロックチェーンが攻撃を受けていたことがわかった。
2019年3月1日よりXRPリップルの取り扱いを開始したが、米証券取引委員会（SEC）がリップル社とその経営幹部を提訴したことを受け、2021年1月19日XRPリップルの取引を停止した。
2021年4月14日、米ナスダック市場へ上場。ティッカーシンボルは「COIN」。評価額は一時、1120億ドル（約12兆3000億円）に達した。

## 日本での展開
2018年6月、日本市場への進出を発表。日本法人の代表（最高経営責任者）にはフィンテック協会理事の北澤直が就任。
2021年6月18日、金融庁から改正資金決済法に基づく暗号資産交換業者への登録が発表された。2021年8月19日、日本国内でサービスの提供を開始した。三菱UFJ銀行と提携し、預金者が口座へ即時入金できるサービスを導入する。
2023年1月、日本での事業停止を発表。
| 業績推移 |               |                |
| 年       | 売上高        | 純利益         |
| 2016     | 1700万ドル    | （1600万ドル） |
| 2017     | 9億2300万ドル | 3億8000万ドル  |